# 巴特舍瑙
巴特舍瑙是奥地利下奥地利州维也纳新城城郊县的一个市镇。总面积13.58平方公里，总人口754人，人口密度55.5人/平方公里（2005年）。